# 유월 (광천혜왕)
광천혜왕 유월(廣川惠王 劉越, ? ~ 기원전 137년)은 중국 전한의 제후왕으로, 광천혜왕 계통의 첫 광천왕이다. 전한 경제와 왕부인의 아들이다. 한서 제후왕표에서는 경제의 열네 아들 중 열한번째로 언급되지만, 이는 왕으로 봉건된 순서며 전한 무제의 말에 따르면 열번째로 언급된 무제의 이복 형이다.
경제 중2년(기원전 148년) 4월 을사일, 동복 아우 유기와 함께 제후왕으로 봉해졌다. 봉국은 이복형 유팽조가 조왕으로 옮겨 봉해지면서 폐지됐다 이번에 다시 설치한 광천나라다. 광천혜왕 12년(기원전 137년)에 죽어 아들 광천유왕 유제가 광천왕을 계승했다.

## 가계
- 전한 경제
  - 광천혜왕 유월
    - 광천유왕 유제
    - 포령후 유가
    - 서웅후 유명
    - 조강후 유안
    - 필량후 유영
    - 삼종후 유칙
    - 의릉후 유희

포령후 ~ 필량후는 원삭 3년(기원전 126년) 10월 계유일에 봉해졌고, 삼종후와 의릉후는 봉해진 때를 모른다.